# خوان فرنسيسكو فيريه
خوان فرنسيسكو فيريه (بالإسبانية: Juan Francisco Ferré)‏ هو كاتب إسباني، ولد في 1962 في مالقة في إسبانيا.